# Teatro Bibbiena

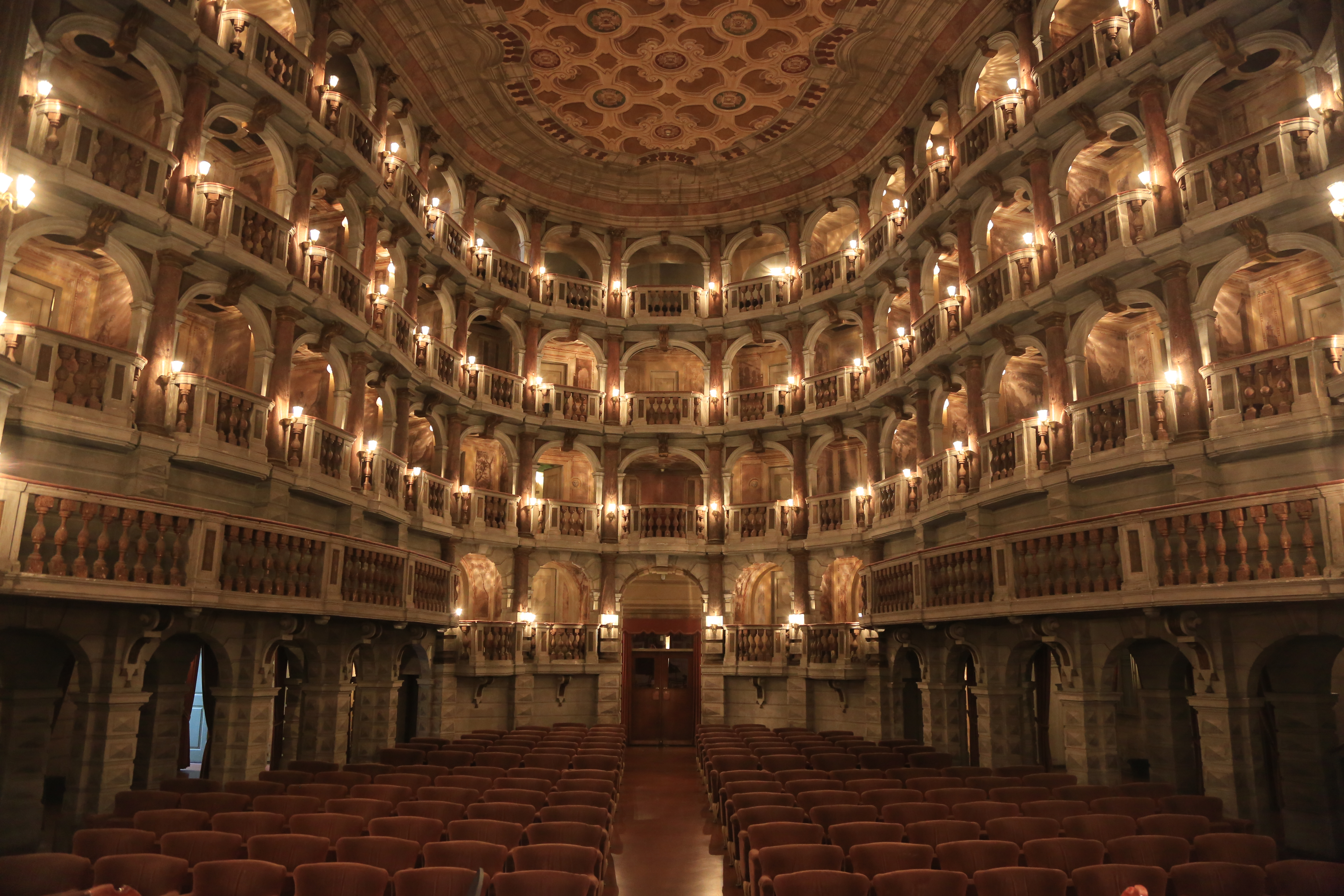
Platea del Teatro Scientifico de Mantua.

El Teatro Scientifico de Mantua (o Teatro Bibiena o Teatro Scientifico dell'Accademia), fue realizado por Antonio Galli da Bibbiena entre 1767-69 y decorado entre 1773-75.

## Historia
Fue construido en un edificio de Ferrante I Gonzaga, conde de Guastalla. Su hijo Cesare I Gonzaga fundó, en 1562, la Accademia degli Invaghiti y luego la Accademia dei Timidi.
Fue comisionado al arquitecto boloñés Antonio Galli da Bibbiena (hijo del escenógrafo barroco Ferdinando Galli da Bibbiena), que se inspiró en el Teatro Comunale di Bologna y en la iglesia de San Bernabé de Mantua.

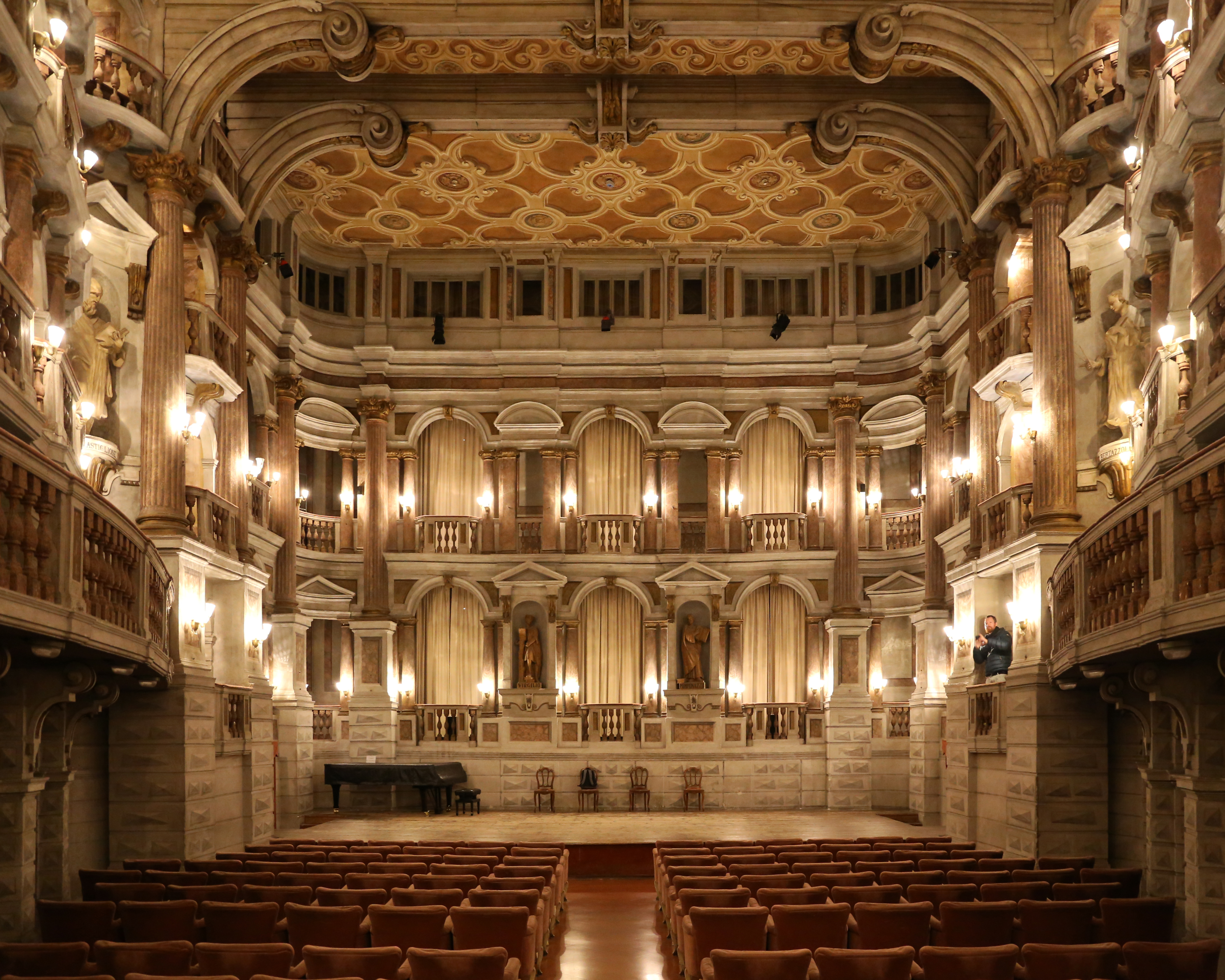
Escenario del Teatro Scientifico de Mantua

La platea tiene un diseño acampanado, cuatro órdenes de palcos y columnatas con esculturas de mantovanos ilustres: Gabriele Bertazzolo, Baltasar Castiglione, Pietro Pomponazzi y Publio Virgilio Marón.  
Se inauguró el 3 de diciembre de 1769 con la cantata Virgilio e Manto de Luigi Gatti. 
Semanas después tocó el joven Wolfgang Amadeus Mozart.
El teatro está situado en el palacio de la Academia Nacional Virgiliana (Vía Accademia, 47, Mantua, Italia). Se le llama ‘Teatro Scientifico’ porque destinado a las actividades científicas de la Academia y fue sede de notables congresos académicos de la época iluminista. Hoy en día, el teatro todavía alberga los eventos más solemnes de la Academia Nacional Virgiliana.